# Mickey egér, Donald kacsa és Goofy Csodaországban
A Csupa vidámság és móka (egyéb cím: Mickey egér, Donald kacsa és Goofy Csodaországban) (eredeti cím: Fun & Fancy Free) 1947-ben bemutatott amerikai rajzfilm, amely a 9. Disney-film. Az animációs játékfilm rendezői Jack Kinney, Hamilton Luske és Bill Roberts, a producere Walt Disney. A forgatókönyvet Homer Brightman, Harry Reeves, Ted Sears, Lance Nolley, Eldon Dedini és Tom Oreb írta, a zenéjét Oliver Wallace, Eliot Daniel és Paul Smith szerezte. A Walt Disney Productions gyártásában készült, az RKO Pictures forgalmazásában jelent meg. Műfaja zenés fantasyfilm.
Amerikában 1947. szeptember 27-én mutatták be a mozikban. Magyarországon 1991-ben a mozifilm története narancs színű könyvben jelent meg, Miki és a futóbab címmel, a Varázskarddal és a Bongóval együtt.

## A film fejezetei

### Bongó
Bongo cirkuszi csillag volt, szerette az embereket, akik jöttek mérföldes körzetből is megnézni, de a tulajdonosok rosszul bántak vele. Ketrec és az erdőrengeteg közül az utóbbi mellett dönt; nem sok időbe telik, és Bongó az erdei állatok körében is ünnepelt lesz.

### Mickey egér és az égig érő paszuly
A Babszem Jankó történetén alapuló mese Mickey, Donald kacsa és Goofy egy égig érő paszulyszáron felmásznak egy másik világba, ahol minden óriási. Hatalmasak a fák, a virágok, az ételek, a kastély és persze Willy, az aranyhárfát őrző félelmetes óriás sem kicsi. Vajon sikerül-e Mickeynek és barátainak túljárni az óriás eszén, és hazajutnak-e valaha?

## Szereplők

### Firkaszereplők
| Szereplő         | Eredeti hang                | Magyar hang     |
| ---------------- | --------------------------- | --------------- |
| Tücsök Tihamér   | Cliff Edwards               | eredeti nyelven |
| Mickey egér      | Walt Disney Jimmy MacDonald | Rajkai Zoltán   |
| Donald kacsa     | Clarence Nash               | Bolba Tamás     |
| Goofy            | Pinto Colvig                | Szombathy Gyula |
| Willy, az óriás  | Billy Gilbert               | Elek Ferenc     |
| Éneklő hárfa     | Anita Gordon                | Oroszlán Szonja |
| Charlie McCarthy | Edgar Bergen                | eredeti nyelven |
| Mortimer Snerd   | Edgar Bergen                | eredeti nyelven |
| Bongó narrátora  | Dinah Shore                 | eredeti nyelven |
| Dudorpofa        | Candy Candido               | eredeti nyelven |

### Élőszereplő
| Szereplő | Színész      |
| -------- | ------------ |
| önmaga   | Edgar Bergen |
| önmaga   | Luana Patten |
| énekesnő | Dinah Shore  |

## Betétdalok
| Dal                         | Előadó                                                                |
| --------------------------- | --------------------------------------------------------------------- |
| Fun and Fancy Free          | Cliff Edwards Chorus                                                  |
| I'm a Happy-Go-Lucky Fellow | Cliff Edwards Chorus                                                  |
| Lazy Country Side           | Dinah Shore Chorus                                                    |
| Too Good to be True         | Dinah Shore Chorus                                                    |
| Say It With a Slap          | Dinah Shore Chorus                                                    |
| My, What a Happy Day        | Anita Gordon (angol) Oroszlán Szonja (magyar)                         |
| Eat Until I Die             | angol: Pinto Colvig Clarence Nash magyar: Szombathy Gyula Bolba Tamás |
| Fee Fi Fo Fum               | Billy Gilbert (angol) Elek Ferenc (magyar)                            |
| My Favorite Dream           | Anita Gordon (angol) Oroszlán Szonja (magyar)                         |

## DVD megjelenés
A Disney história 6. kötete, csupán a rajzfilm-stílusú Kelletlen sárkány részlettel együtt jelent meg DVD-n.